# Angedair

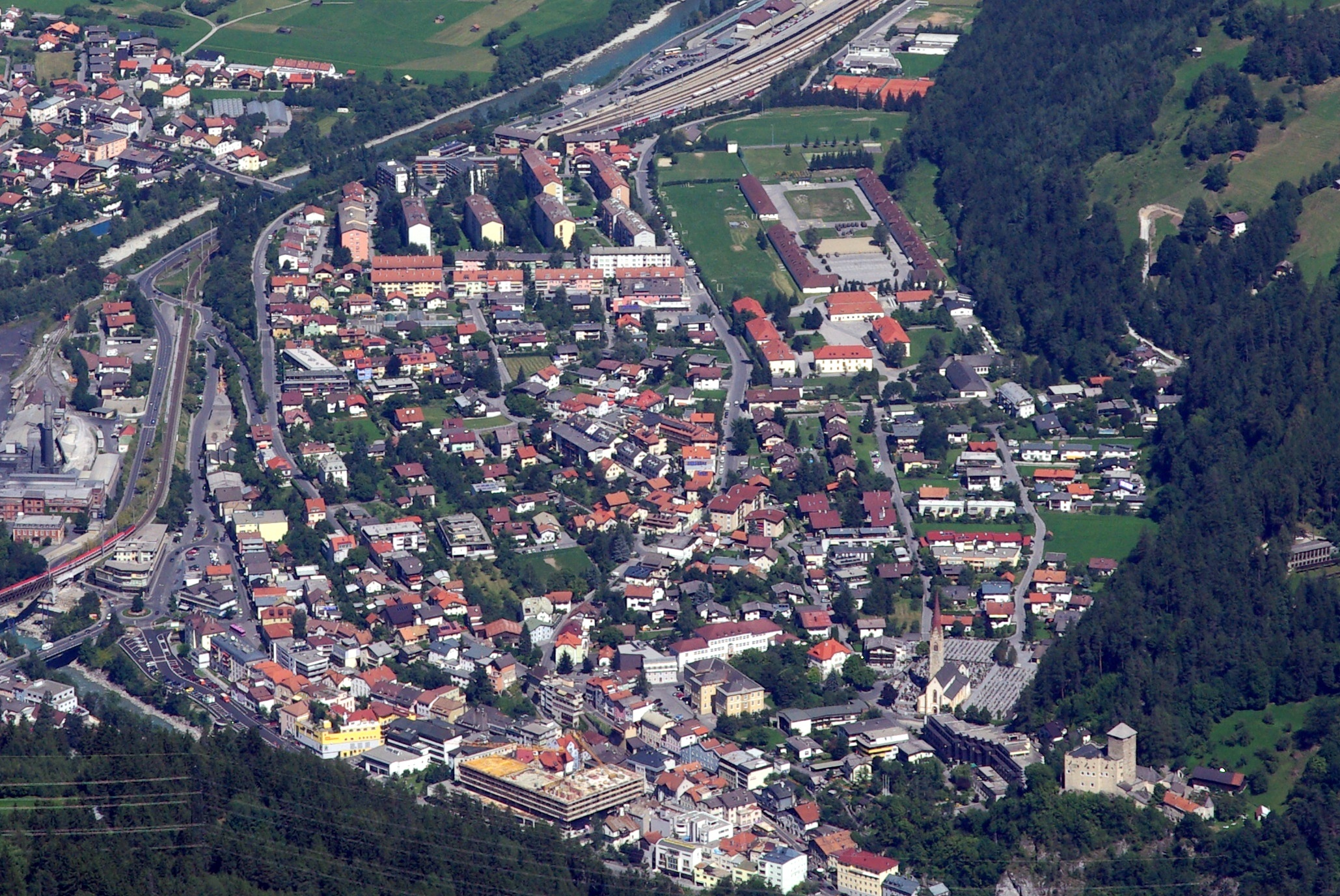
Blick von Westen auf Angedair

Angedair, auch Öd genannt, manchmal auch Öd-Angedair, ist eine ehemalige Gemeinde und ein Ortsteil der Stadt Landeck in Tirol. Der Ort liegt östlich des Stadtzentrums am rechten Innufer. Auf der Öd befindet sich die Pontlatz-Kaserne.

## Geschichte
Der Ort wurde 1270 als Angdayr erstmals erwähnt. Der Name geht auf keltisch *ankataria zurück (‚Gebiet an der Biegung, Krümmung‘).
Die Siedlung gehörte politisch lange Zeit zu Zams. Zwischen 1711 und 1900 war Angedair selbstständig, danach bildete Angedair zusammen mit dem Nachbarort Perfuchs die Gemeinde Landeck.
In Angedair steht die Pfarrkirche Landeck-Mariä Himmelfahrt.